# Helen Glacier
Der Helen Glacier ist ein Gletscher in der nördlichen Wind River Range im Westen des US-Bundesstaates Wyoming. Er liegt in einem Kar unmittelbar östlich der kontinentalen Wasserscheide am Hauptkamm der Gebirgskette auf ca. 3700 m Höhe unterhalb von Mount Helen im Südwesten sowie Doublet Peak und Turret Peak im Nordwesten. Der Gletscher befindet sich innerhalb der Fitzpatrick Wilderness des Shoshone National Forest und liegt nördlich von Sacagawea Glacier und Upper Fremont Glacier, die allesamt über den North Fork Bull Lake Creek und den Bull Lake Creek in den Wind River entwässern. Zusammen mit einigen umliegenden Gletschern, die sich östlich und westlich des Hauptkamms der Wind River Range verteilen, bildet der Helen Glacier die größte Ansammlung von Gletschern in den US-amerikanischen Rocky Mountains.

## Belege
1. ↑  Geonames. Abgerufen am 9. Januar 2024.
2. ↑  Helen Glacier | Natural Atlas. Abgerufen am 9. Januar 2024.